# 圣莱热德富日雷
圣莱热德富日雷（法語：Saint-Léger-de-Fougeret，法語發音：[sɛ̃ leʒe də fuʒʁɛ]）是法国涅夫勒省的一个市镇，位于该省东部偏南，属于希农堡（城）区。

## 地理
圣莱热德富日雷（47°1'18"N, 3°53'52"E）面积32.19 平方千米，位于法国勃艮第-弗朗什-孔泰大區涅夫勒省，该省份为法国中部省份，北至约讷省，西北接卢瓦雷省，西接谢尔省，南至阿列省，东南接索恩-卢瓦尔省，东临科多尔省。
与圣莱热德富日雷接壤的市镇（或旧市镇、城区）包括：莫尔旺地区圣伊莱尔、维拉普松、翁莱、希农堡（乡）、法尚、穆兰昂日尔贝、塞尔马日。

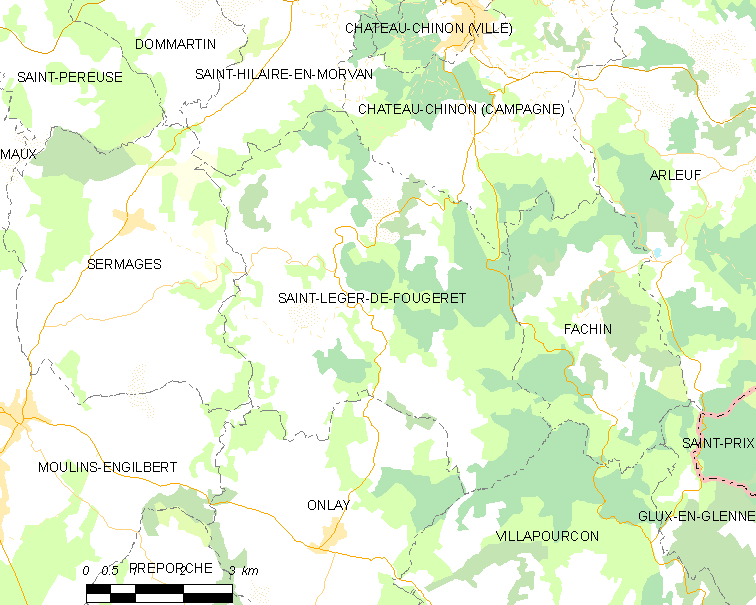
圣莱热德富日雷的OSM定位图

圣莱热德富日雷的时区为UTC+01:00、UTC+02:00（夏令时）。

## 行政
圣莱热德富日雷的邮政编码为58120，INSEE市镇编码为58249。

## 政治
圣莱热德富日雷所属的省级选区为希农堡县。

## 人口

1962-2008年间圣莱热德富日雷人口变化图示

圣莱热德富日雷于2022年1月1日时的人口数量为348人。